# Мандулис
Мандулис (Марул, Малул; егип. Mrwl) — нубийский бог солнца, которому посвящён храм Калабша. Отождествлялся с богом-соколом Гором и Ра. Культ Мандулиса также был в Египте, на острове Филе.

## Изображение
Мандулиса часто изображали со сложной короной, состоящей из рогов барана, тройной короны атеф, по обеим сторонам которой располагаются два пера и свисают две кобры. Перья короны увенчаны солнечными дисками. Иногда его изображали в виде сокола с человеческой головой, увенчанной сложной короной атеф.
Сокол-ястреб считался воплощением фараона и был посвящён солнцу, выступая как символ мужского принципа, силы, души.
Вейгалл предполагает, что Мандулис является обожествлённым человеком, поскольку египетский детерминатив после имени Малул соответствует не богу, а человеку. Осирис — бог, который перевоплотился в человека — мог отождествляться с Мандулисом.

## Культ
Страбон пишет, что на острове Филы совместно проживают эфиопы и египтяне. Здесь в главном храме богини Изиды существует «культ птицы, называемой коршуном, хотя по-моему она не имеет ничего общего с нашими или египетскими коршунами, но больше их размером и весьма отлична по расцветке оперения. Говорили, что это — эфиопская птица…'».
В надписи Исмет-Ахома Марул назван сыном Гора.
В Калабше в переднем зале храма сохранился рельеф с изображением Аменхотепа II, который в качестве основателя храма приносит вино в жертву богу Мину и местному божеству Мандулису. Ритуал служения Мандулису стал составной частью религии римских солдат в Северной Нубии.

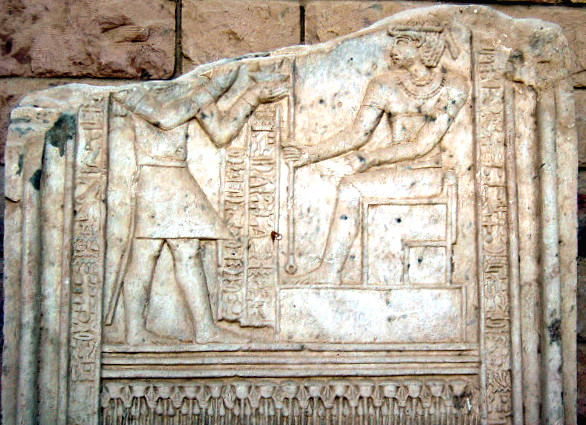
Фрагмент стелы с изображением Мандулиса. Нубийский музей, Асуан.
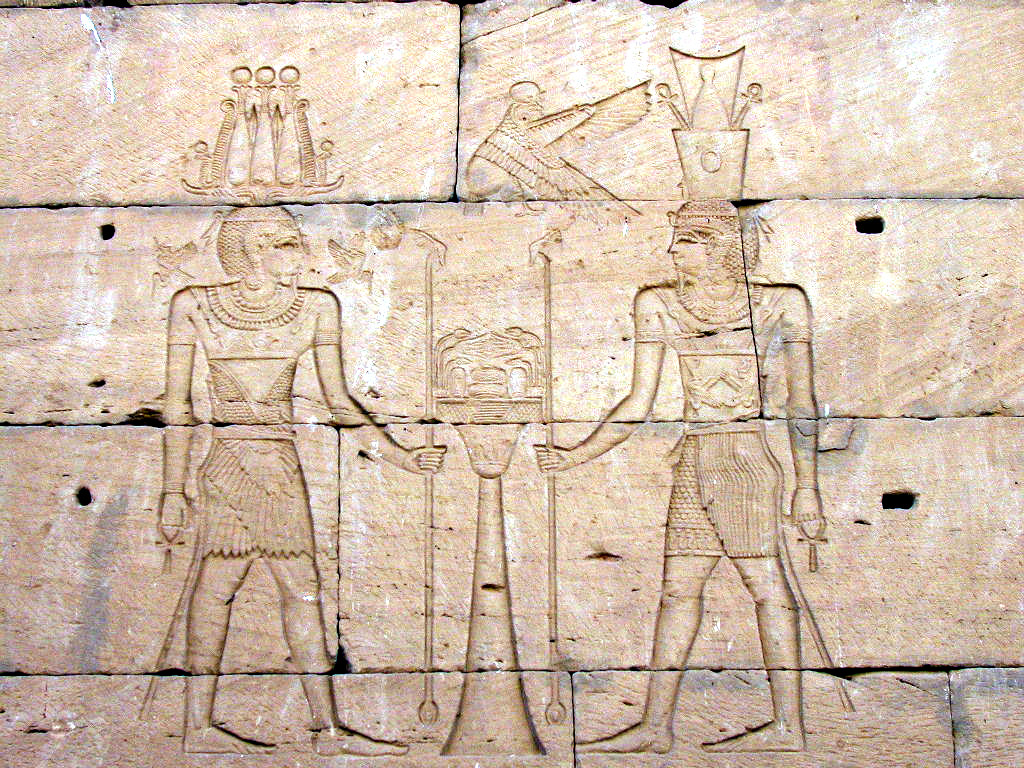
Мандулис в обоих образах на стене храма Калабша.
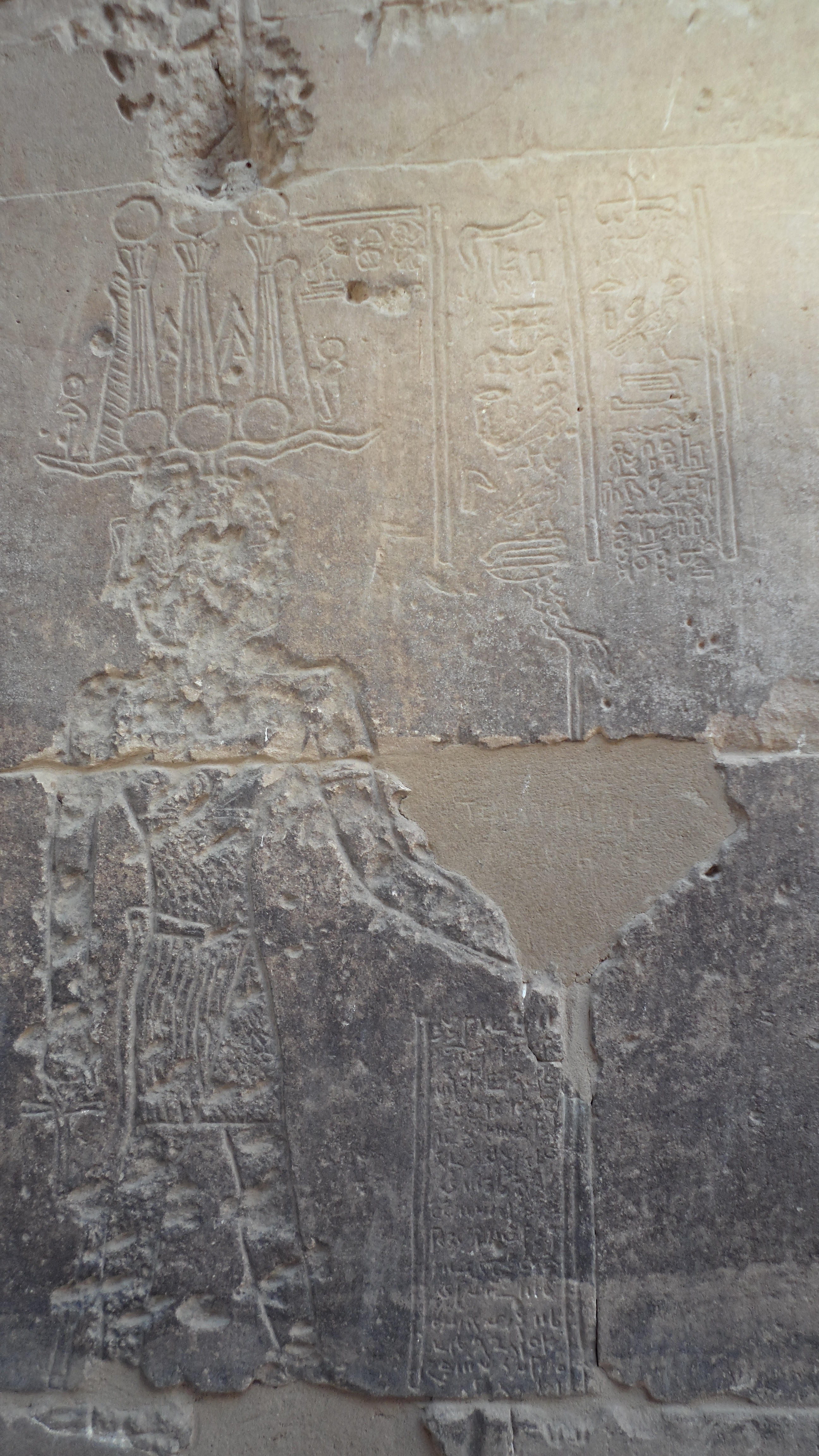
Надпись Исмет-Ахома